# كريستوفر بيرسون
كريستوفر بيرسون (بالإنجليزية: Christopher Pearson)‏ هو سياسي أمريكي، ولد في 5 يناير 1973 في ألبرتا في كندا. حزبياً، نشط في Vermont Progressive Party ‏. وقد انتخب عضو مجلس ولاية فيرمونت وانتخب عضو مجلس نواب فيرمونت.